# Marenne
Marenne is een dorp in de Belgische provincie Luxemburg en een deelgemeente van Hotton. In Marenne ligt ook het dorpje Bourdon.

## Geschiedenis
In 1823 werd de gemeente Bourdon opgeheven en bij Marenne gevoegd. In 1977 werd Marenne een deelgemeente van Hotton.

## Demografische ontwikkeling
- Bronnen:NIS, Opm:1831 tot en met 1970=volkstellingen, 1976= inwoneraantal op 31 december

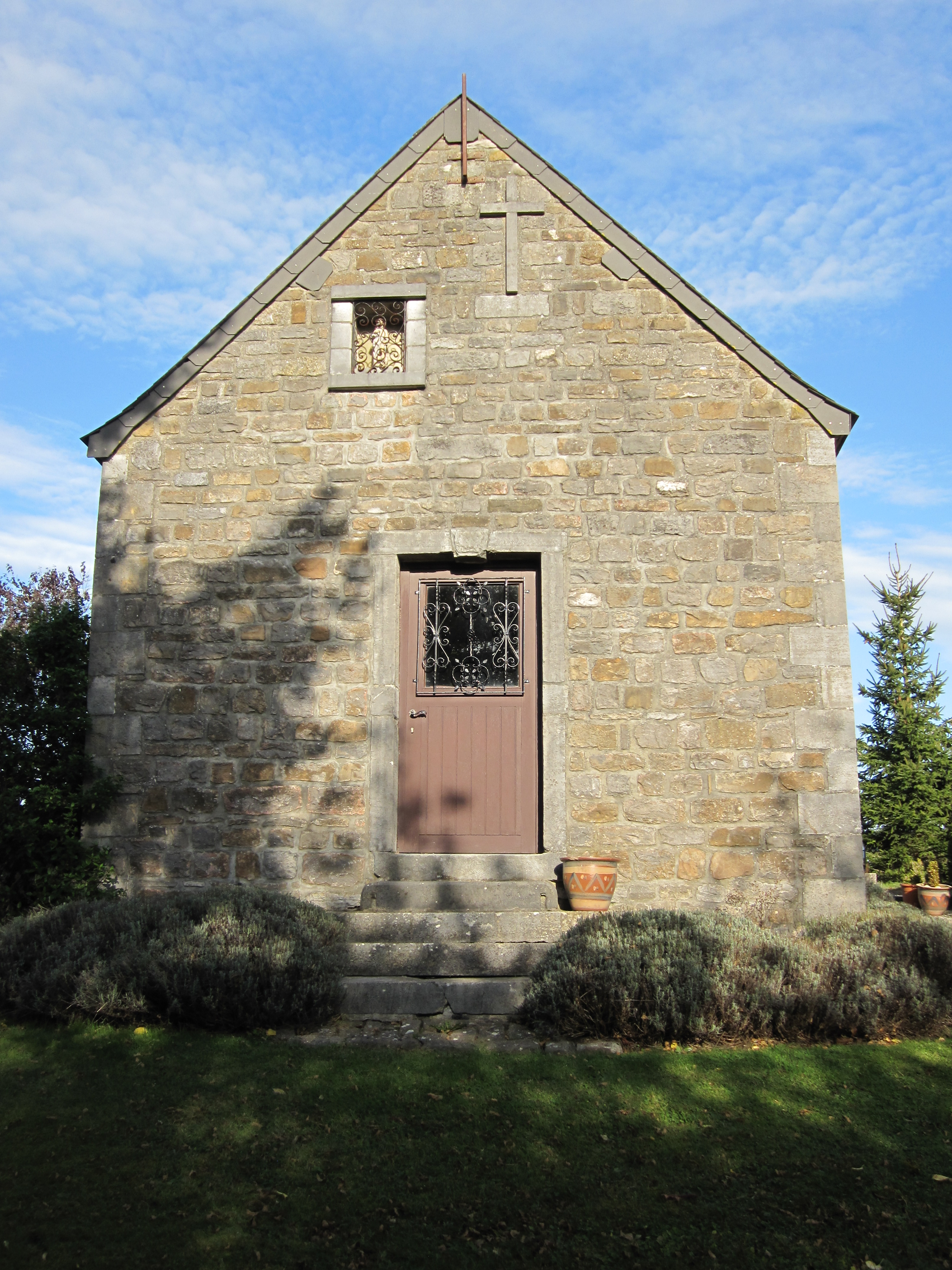
De Onze Lieve Vrouwekapel te Marenne

Deelgemeenten: Fronville · Hampteau · Hotton · Marenne

Overige dorpen: Bourdon · Deulin · Fasol · Melreux · Menil-Favay · Monville · Monteuville · Ny · Werpin

Belgische gemeenten · Arrondissement Marche-en-Famenne · Luxemburg · Wallonië